# Коркут Туна
Коркут Туна (на турски: Korkut Tuna) е турски учен, преподавател в Истанбулския университет, декан на Филологическия факултет.
През 2011 година, в интервю пред медиите, изразява подкрепата си за Катедрата по български език и литература, в която към онзи момент няма студенти и преподаватели.

## Биография
Коркут Туна е роден на 3 юни 1944 година в град Балъкесир, Турция. Той е трети син в семейство на адвокат. Има български корени, неговият дядо е от видинско.
През 1969 година завършва специалност „философия“ в Истанбулския университет.